# Anton Barske
A.C. (Anton) Barske (Almelo, 4 februari 1956) is een Nederlands politicus voor GroenLinks. Van 2013 tot eind mei 2015 was hij burgemeester van Gorinchem. Hij zat daar een coalitie van de SP, VVD, D66, ChristenUnie/SGP en GroenLinks voor. 
Barske studeerde tussen 1975 en 1983 geschiedenis. In zijn studententijd werd hij lid van de PSP. Vanaf 1984 werkte hij als beleidsmedewerker op het ministerie van Onderwijs en Wetenschappen. In 1991 werd hij directielid van de Provinciale Bibliotheekcentrale Groningen. In 1994 werd hij wethouder in Zuidhorn. Tussen 2000 en 2004 was hij burgemeester van Ambt Montfort. Tussen 2004 en 2013 was hij burgemeester van de gemeente Stein. Daarnaast was hij tussen 2000 en 2006 voorzitter van de provinciale afdeling van GroenLinks.
Eind 2012 werd bekend dat de gemeente Gorinchem hem had voorgedragen om daar burgemeester te worden. Op 2 april 2013 werd hij aldaar als burgemeester geïnstalleerd.
Op 25 mei 2015 nam hij met onmiddellijke ingang ontslag als burgemeester van Gorinchem als gevolg van sterk verslechterde bestuurlijke en politieke verhoudingen in die gemeente.